# Mikalai Novikau
Mikalai Novikau (né le 13 juin 1986 à Dobrouch) est un haltérophile biélorusse.

## Palmarès

### Jeux olympiques
- 2012 à Londres
  - 8e en moins de 85 kg

### Championnats d'Europe
- 2015 à Tbilissi
  -  Médaille de bronze en moins de 85 kg.
- 2013 à Tirana
  - 8e en moins de 85 kg.
- 2010 à Minsk
  -  Médaille de bronze en moins de 85 kg.
- 2009 à Bucarest
  -  Médaille de bronze en moins de 85 kg.